# Portinho da Areia

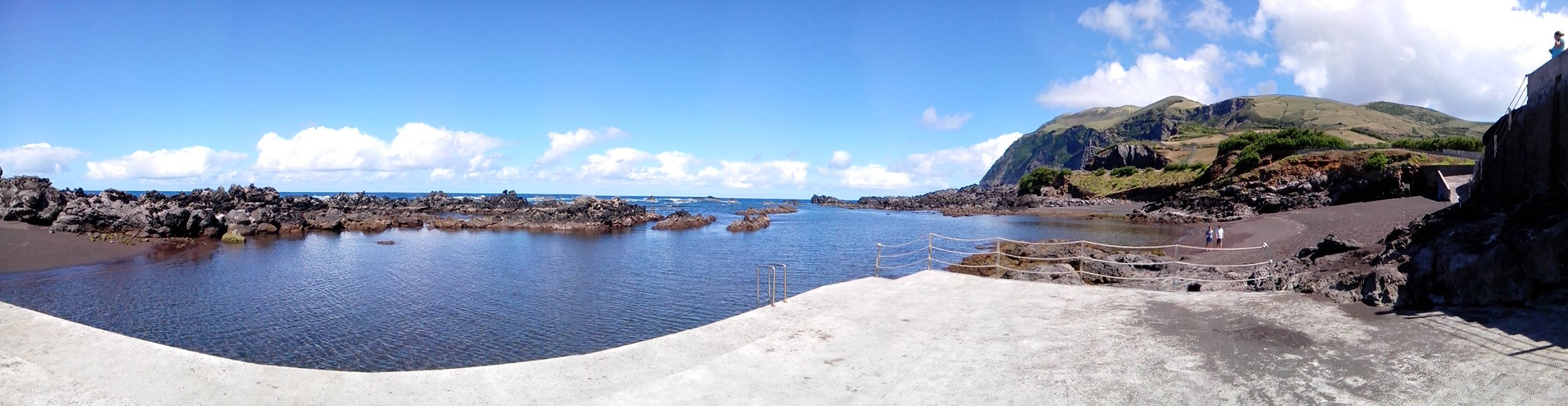
Porto da Areia, Vila do Corvo.

O Portinho da Areia é o nome atribuído a uma praia portuguesa, localizada na costa Sul da ilha do Corvo, próxima do aeroporto e do parque de campismo da ilha.
Pertence à localidade de Vila do Corvo, ilha do Corvo, arquipélago dos Açores. 

Caracteriza-se por ser a única praia de areia existente na ilha do Corvo. Os seus areias são formados por pequenos grãos com origem na decomposição das rochas vulcânicas, em cinzas vulcânicas e por miríades de pequenas conchas de seres marinhos que durante milhares de anos se foram acumulando neste local abrigado da costa.
As águas transparentes e os fundos ricos em vida submarina tornam-na num óptimo local de mergulho. As refeições têm de ser transportadas para o local ou tomadas num dos três cafés da ilha.